# Nati il 29 luglio
| Questa pagina contiene informazioni ricavate automaticamente dalle voci biografiche con l'ausilio del template Bio e di un bot. L'aggiornamento è periodico e automatico e ricostruisce completamente la pagina. Se manca una persona in questa lista, sei pregato di non aggiungerla, ma accertati piuttosto che la sua voce biografica contenga il template Bio e che i dati anagrafici siano correttamente compilati. Se il template Bio manca, inseriscilo tu stesso o, in alternativa, metti l'avviso {{tmp\|Bio}} che ne segnala la mancanza. Se i dati riportati sono sbagliati, correggi direttamente la voce biografica; le modifiche saranno visibili in questa lista entro pochi giorni. Per chiarimenti vedi il progetto biografie. La lista contiene solo le 1.035 persone che sono citate nell'enciclopedia e per le quali è stato implementato correttamente il template Bio. Pagina aggiornata al 17 ago 2025. |

## XII secolo(2)
- 1136 - Petronilla d'Aragona, regina († 1174)
- 1166 - Enrico II di Champagne, conte († 1197)

## XIV secolo(1)
- 1356 - Martino I d'Aragona, re († 1410)

## XV secolo(1)
- 1499 - Francesco d'Ambra, commediografo italiano († 1558)

## XVI secolo(9)
- 1521 - Augustinus Hunnaeus, teologo tedesco († 1577)
- 1537 - Pedro Téllez-Girón, politico e militare spagnolo († 1590)
- 1562 - Pedro González del Castillo, vescovo cattolico spagnolo († 1627)
- 1567 - Giuseppe Ballo, teologo e letterato italiano († 1640)
- 1573 - Filippo II di Pomerania, nobile tedesco († 1618)
- 1573 - Morazzone, pittore italiano († 1626)
- 1574 - Girolamo Aleandro, letterato italiano († 1629)
- 1580 - Francesco Mochi, scultore italiano († 1654)
- 1598 - Henricus Regius, filosofo e medico olandese († 1679)

## XVII secolo(14)
- 1605 - Simon Dach, scrittore e poeta tedesco († 1659)
- 1609 - Maria Gonzaga, nobile italiana († 1660)
- 1620 - Fabrizio Fontana, organista e compositore italiano († 1695)
- 1635 - Cristiano Ludovico di Waldeck, nobile tedesco († 1706)
- 1643 - Enrico III Giulio di Borbone-Condé, principe francese († 1709)
- 1646 - Johann Theile, compositore tedesco († 1724)
- 1652 - Matteo Muscella, vescovo cattolico italiano († 1716)
- 1655 - Fulvio Astalli, cardinale e vescovo cattolico italiano († 1721)
- 1655 - Daniele Sansoni, vescovo cattolico e avvocato italiano († 1725)
- 1661 - Cristiano Enrico di Brandeburgo-Kulmbach, nobile tedesco († 1708)
- 1672 - Charles Lennox, I duca di Richmond, nobile inglese († 1723)
- 1677 - Giovanni Augusto di Anhalt-Zerbst, nobile tedesco († 1742)
- 1678 - Vittorio Francesco Stancari, matematico e astronomo italiano († 1709)
- 1700 - Peter Josef von Kofler, magistrato e politico austriaco († 1764)

## XVIII secolo(25)
- 1720 - Tiberio Borghesi, arcivescovo cattolico italiano († 1792)
- 1743 - Friedrich Karl zu Löwenstein-Wertheim-Freudenberg, principe e politico tedesco († 1825)
- 1744 - Giulio Maria della Somaglia, cardinale italiano († 1830)
- 1747 - Faustino Arévalo, gesuita, latinista e filologo spagnolo († 1824)
- 1750 - Giuseppe Melograni, scienziato, naturalista e mineralogista italiano († 1827)
- 1751 - Elisabetta Caminer, scrittrice e editrice italiana († 1796)
- 1754 - Abraham Niclas Edelcrantz, inventore svedese († 1821)
- 1755 - Nicolas de La Motte, avventuriero e truffatore francese († 1831)
- 1756 - Jacob Hendrik Hoeufft, poeta olandese († 1843)
- 1756 - Pietro Sografi, chirurgo italiano († 1815)
- 1759 - Rosa Dorothea Ritter, nobile tedesca († 1833)
- 1759 - Antonio Simeone Sografi, librettista e drammaturgo italiano († 1818)
- 1762 - Giambattista Fardella, generale e collezionista d'arte italiano († 1836)
- 1765 - Jean-Baptiste Drouet d'Erlon, generale francese († 1844)
- 1766 - Carlo Forti, ingegnere italiano († 1845)
- 1769 - Louis-Benoît Picard, drammaturgo francese († 1828)
- 1772 - Domenico Viviani, naturalista italiano († 1840)
- 1773 - Giovanni Maria Dettori, teologo italiano († 1836)
- 1787 - Sarah Spencer, nobile britannica († 1870)
- 1790 - Sunjo di Joseon, re coreano († 1834)
- 1792 - Peter von Hess, pittore tedesco († 1871)
- 1793 - Ján Kollár, scrittore, archeologo e scienziato slovacco († 1852)
- 1796 - Walter Hunt, inventore statunitense († 1859)
- 1796 - Christian Winther, poeta danese († 1876)
- 1798 - Carl Blechen, pittore tedesco († 1840)

## XIX secolo(161)
- 1801 - Francesco Maria Correale di Terranova, imprenditore e politico italiano († 1884)
- 1804 - Leopoldo Del Re, astronomo italiano († 1872)
- 1805 - Hiram Powers, scultore statunitense († 1873)
- 1805 - Alexis de Tocqueville, filosofo, politico e giurista francese († 1859)
- 1809 - Charles Auger, generale francese († 1859)
- 1814 - Hermann Bonitz, filologo classico e filosofo tedesco († 1888)
- 1815 - Angelo Bassini, patriota italiano († 1889)
- 1815 - Federico Craveri, naturalista e chimico italiano († 1890)
- 1817 - Alfred Józef Potocki, nobile e politico polacco († 1889)
- 1817 - Wilhelm Griesinger, neurologo e psichiatra tedesco († 1868)
- 1817 - James Blair Steedman, generale e editore statunitense († 1883)
- 1818 - Carlo Ferdinando d'Asburgo-Teschen, nobile austriaco († 1874)
- 1819 - Theodor Brorsen, astronomo danese († 1895)
- 1823 - Hendrik Beyaert, architetto belga († 1894)
- 1826 - Luigi Borro, scultore italiano († 1880)
- 1826 - Karl Mayer-Eymar, paleontologo e geologo svizzero († 1907)
- 1828 - John Sargent Pillsbury, politico statunitense († 1901)
- 1829 - Valentino Panciera Besarel, intagliatore e scultore italiano († 1902)
- 1831 - Nabíl-i-A`ẓam, storico iraniano († 1892)
- 1832 - Frances Bowes-Lyon, nobildonna britannica († 1922)
- 1838 - Carlo di Isenburg-Büdingen-Birstein, principe tedesco († 1899)
- 1838 - Shah Jahan di Bhopal, principessa indiana († 1901)
- 1839 - Luigi Bolis, tenore italiano († 1905)
- 1839 - Aleksandr Grigor'evič Stoletov, fisico russo († 1896)
- 1840 - Simon Baruch, medico prussiano († 1921)
- 1841 - Henri Fayol, imprenditore e ingegnere francese († 1925)
- 1841 - Gerhard Armauer Hansen, dermatologo norvegese († 1912)
- 1843 - Johannes Schmidt, linguista tedesco († 1901)
- 1843 - Thomas de Grey, VI barone Walsingham, politico e entomologo inglese († 1919)
- 1846 - Sophie Menter, pianista e compositrice tedesca († 1918)
- 1846 - Alberto Rondani, poeta e letterato italiano († 1911)
- 1846 - Isabella del Brasile, principessa brasiliana († 1921)
- 1847 - Carlo Sandrelli, magistrato e politico italiano († 1923)
- 1847 - Albertha Spencer-Churchill, duchessa di Marlborough, nobile britannica († 1932)
- 1849 - Edward Theodore Compton, alpinista, pittore e artista tedesco († 1921)
- 1849 - Max Nordau, sociologo, medico e giornalista ungherese († 1923)
- 1850 - Hans von Berlepsch, ornitologo tedesco († 1915)
- 1850 - Luigi Tulumello, letterato, giurista e politico italiano († 1923)
- 1851 - Elizaveta Nikolaevna Koval'skaja, rivoluzionaria russa († 1943)
- 1851 - Abele Parente, ginecologo italiano († 1923)
- 1852 - Perry Owens, pistolero statunitense († 1919)
- 1854 - Edgar Field, calciatore inglese († 1934)
- 1854 - Georg Kerschensteiner, pedagogista tedesco († 1932)
- 1855 - Giuseppe Mezzanotte, scrittore italiano († 1935)
- 1858 - Agostino Chigi, nobile e militare italiano († 1896)
- 1858 - Francesco Gerbaldi, matematico italiano († 1934)
- 1858 - José Luis Tamayo, politico ecuadoriano († 1947)
- 1859 - Federico Bernagozzi, pittore italiano († 1916)
- 1859 - Filippo Castelli, pittore e decoratore italiano († 1932)
- 1859 - Pietro Veronesi, scultore italiano († 1936)
- 1860 - Charles Cochrane-Baillie, II barone Lamington, politico scozzese († 1940)
- 1860 - Luis Sambucetti, violinista, compositore e direttore d'orchestra uruguaiano († 1926)
- 1860 - René Schützenberger, pittore francese († 1916)
- 1861 - Alice Hathaway Lee Roosevelt, attivista statunitense († 1884)
- 1861 - Raffaele Sarra, medico e storico italiano († 1938)
- 1862 - Eduard Brückner, geografo, meteorologo e climatologo tedesco († 1927)
- 1862 - Robert Lewis Reid, pittore statunitense († 1929)
- 1863 - Agesilao Flora, pittore italiano († 1952)
- 1863 - Paul Lecaron, tennista francese († 1940)
- 1863 - Henri Streicher, missionario e arcivescovo cattolico francese († 1952)
- 1864 - Charles Scudder, golfista statunitense († 1939)
- 1865 - Nicola Spinelli, compositore italiano († 1909)
- 1865 - Dorothy Strachey, scrittrice e traduttrice britannica († 1960)
- 1865 - Andrej Szeptycki, arcivescovo cattolico ucraino († 1944)
- 1866 - Arnold Ehret, pseudoscienziato tedesco († 1922)
- 1867 - Antonio Gismondi, magistrato e politico italiano († 1944)
- 1867 - Pio Lobetti Bodoni, ammiraglio italiano († 1949)
- 1868 - Paolo Camerini, politico e bibliografo italiano († 1937)
- 1868 - Gerolamo Mordeglia, organaro italiano († 1947)
- 1869 - Paul Aymé, tennista francese († 1962)
- 1869 - Paul von Sternbach, politico, nobile e militare austriaco († 1948)
- 1869 - Booth Tarkington, scrittore e drammaturgo statunitense († 1946)
- 1870 - George Dixon, pugile canadese († 1908)
- 1872 - Amedeo Bassi, tenore italiano († 1949)
- 1872 - Antonio Gandusio, attore italiano († 1951)
- 1873 - Albin Michel, editore francese († 1943)
- 1873 - Vittorio Peglion, agronomo e politico italiano († 1967)
- 1873 - Heitor da Silva Costa, ingegnere brasiliano († 1947)
- 1874 - Pietro Capasso, politico italiano († 1951)
- 1874 - Auguste Giroux, rugbista a 15 francese († 1953)
- 1874 - August Stramm, poeta e drammaturgo tedesco († 1915)
- 1875 - William Balmer, calciatore britannico († 1961)
- 1875 - William Henry Reed, violinista, docente e compositore britannico († 1942)
- 1876 - Palmerio Delitala, avvocato, politico e antifascista italiano († 1947)
- 1876 - Marija Uspenskaja, attrice e insegnante russa († 1949)
- 1877 - William Beebe, ornitologo, entomologo e esploratore statunitense († 1962)
- 1877 - Paddy Brennan, giocatore di lacrosse canadese († 1961)
- 1877 - Annibale De Lotto, scultore italiano († 1932)
- 1877 - Carl Alexander Neuberg, biochimico tedesco († 1956)
- 1878 - Giovanni Antiga, compositore e organista italiano († 1960)
- 1878 - Adolfo Gandino, compositore italiano († 1940)
- 1878 - Varvara Massalitinova, attrice sovietica († 1945)
- 1878 - Pat McDonald, pesista e martellista statunitense († 1954)
- 1879 - Peppino Garibaldi, generale e agente segreto italiano († 1950)
- 1879 - Tito Giovanni Marchetti, politico e magistrato italiano
- 1880 - Franz Ehrenhöfer, scultore austriaco († 1939)
- 1881 - Gino Albieri, pittore italiano († 1949)
- 1881 - Archimede Bresciani, pittore italiano († 1939)
- 1881 - Paul Couturier, presbitero francese († 1953)
- 1882 - Stewart Symes, militare britannico († 1962)
- 1883 - Porfirio Barba-Jacob, poeta e scrittore colombiano († 1942)
- 1883 - Henry Robertson Bowers, esploratore e navigatore scozzese († 1912)
- 1883 - Manuel Infante, compositore spagnolo († 1958)
- 1883 - Benito Mussolini, politico e giornalista italiano († 1945)
- 1883 - Frederick Pentland, calciatore e allenatore di calcio inglese († 1962)
- 1883 - Armando Spadini, pittore italiano († 1925)
- 1884 - Boris Vladimirovič Asaf'ev, compositore, scrittore e musicologo russo († 1949)
- 1884 - Giulio Facibeni, presbitero e antifascista italiano († 1958)
- 1885 - Theda Bara, attrice statunitense († 1955)
- 1885 - Sigurd Lewerentz, architetto svedese († 1975)
- 1885 - Emil Artur Longen, regista, drammaturgo e pittore ceco († 1936)
- 1886 - William Bell Dinsmoor, archeologo statunitense († 1973)
- 1886 - Georg Stumme, generale tedesco († 1942)
- 1887 - Komako Kimura, attrice, danzatrice e editrice giapponese († 1980)
- 1887 - Tim Mara, dirigente sportivo statunitense († 1959)
- 1887 - Mario Puccini, scrittore italiano († 1957)
- 1887 - Sigmund Romberg, compositore e pianista statunitense († 1951)
- 1887 - Mamoru Shigemitsu, politico e diplomatico giapponese († 1957)
- 1888 - George Chesebro, attore statunitense († 1959)
- 1888 - Luigi Manzoni, agronomo e politico italiano († 1968)
- 1888 - Paolo Ravano, calciatore italiano († 1959)
- 1888 - Gustav Sandberg, calciatore svedese († 1956)
- 1888 - Niles Welch, attore statunitense († 1976)
- 1888 - Farnsworth Wright, curatore editoriale statunitense († 1940)
- 1889 - Lajos Asztalos, scacchista ungherese († 1956)
- 1889 - Alessandro Chiavolini, giornalista, scrittore e politico italiano († 1958)
- 1889 - Ubaldo Oppi, pittore italiano († 1942)
- 1889 - Ernst Reuter, politico tedesco († 1953)
- 1890 - Valentina Frascaroli, attrice italiana († 1955)
- 1891 - Bernhard Zondek, medico tedesco († 1966)
- 1892 - Mario Appelius, giornalista e conduttore radiofonico italiano († 1946)
- 1892 - William Powell, attore statunitense († 1984)
- 1892 - Walter Reppe, chimico tedesco († 1969)
- 1892 - Armando Vezzelli, antifascista, partigiano e politico italiano († 1944)
- 1893 - Gladys Davis, schermitrice britannica († 1965)
- 1894 - Giovanni Bertinotti, calciatore italiano († 1987)
- 1894 - Maurice Finat, militare e aviatore francese († 1935)
- 1895 - Mary Alice Gascoyne-Cecil, nobile inglese († 1988)
- 1895 - Antonietta Raphaël, pittrice e scultrice lituana († 1975)
- 1895 - Eriberto Scarlino, compositore, pianista e insegnante italiano († 1962)
- 1896 - William Cameron Menzies, scenografo, regista e produttore cinematografico statunitense († 1957)
- 1896 - Corradina Mola, clavicembalista italiana († 1948)
- 1896 - Jan Zwartendijk, diplomatico e dirigente d'azienda olandese († 1976)
- 1897 - Neil Ritchie, generale inglese († 1983)
- 1897 - Giovanni Romagnoli, militare italiano († 1929)
- 1897 - Franz Rudorfer, aviatore austro-ungarico († 1919)
- 1897 - Eric Sundblad, velocista svedese († 1983)
- 1898 - Anthony John Arkell, archeologo, storico e egittologo britannico († 1980)
- 1898 - Enghel Barbieri, calciatore italiano († 1973)
- 1898 - Isidor Isaac Rabi, fisico statunitense († 1988)
- 1898 - Pierre Seyler, calciatore francese († 1943)
- 1899 - Orazio Bernardini, ammiraglio italiano († 1967)
- 1899 - Herbert Heinrich, nuotatore tedesco († 1975)
- 1899 - Emanuele Morselli, economista italiano († 1975)
- 1899 - Rosario Pi, regista, sceneggiatrice e produttrice cinematografica spagnola († 1967)
- 1899 - Andor Pigler, storico dell'arte ungherese († 1992)
- 1900 - Guido Brocca, cestista e allenatore di pallacanestro italiano
- 1900 - Hermann Esser, politico e giornalista tedesco († 1981)
- 1900 - Eyvind Johnson, scrittore e traduttore svedese († 1976)
- 1900 - Teresa Noce, partigiana e politica italiana († 1980)
- 1900 - Paolo Serini, francesista e traduttore italiano († 1965)

## XX secolo(801)
- 1901 - David Arellano, calciatore cileno († 1927)
- 1901 - Silvio Ballarin, matematico e geodeta italiano († 1969)
- 1901 - Fritz Helmut Landshoff, editore tedesco († 1988)
- 1902 - Jacques-André Boiffard, fotografo e medico francese († 1961)
- 1902 - Vico Consorti, scultore italiano († 1979)
- 1902 - Ernst Gläser, scrittore tedesco († 1963)
- 1902 - Vladimir Viktorovič Nemoljaev, regista cinematografico sovietico († 1987)
- 1902 - Gennaro Pesce, archeologo italiano († 1984)
- 1902 - Manuel Fernández Valderrama, calciatore spagnolo
- 1902 - Zheng Manqing, poeta e pittore cinese († 1975)
- 1903 - Duane Thompson, attrice statunitense († 1970)
- 1904 - Ricardo Balbín, politico e avvocato argentino († 1981)
- 1904 - Carlo Bonino, calciatore e allenatore di calcio italiano
- 1904 - Chen Boda, politico e rivoluzionario cinese († 1989)
- 1904 - Clara Horton, attrice statunitense († 1976)
- 1904 - Reinhard Höhn, giurista tedesco († 2000)
- 1905 - Clara Bow, attrice statunitense († 1965)
- 1905 - Pierre Braunberger, produttore cinematografico francese († 1990)
- 1905 - Dag Hammarskjöld, diplomatico, economista e scrittore svedese († 1961)
- 1905 - Stanley Kunitz, poeta statunitense († 2006)
- 1905 - Francis D. Lyon, regista e montatore statunitense († 1996)
- 1905 - Maksimilijan Mihelčić, calciatore jugoslavo († 1958)
- 1906 - Žanis Butkus, militare lettone († 1999)
- 1906 - Tommaso Gnone, pittore e incisore italiano († 1988)
- 1906 - Muzafer Sherif, psicologo turco († 1988)
- 1906 - Thelma Todd, attrice statunitense († 1935)
- 1907 - Melvin Belli, avvocato, saggista e attore statunitense († 1996)
- 1907 - Robert John Braidwood, archeologo e antropologo statunitense († 2003)
- 1907 - Il'ja Semënovič Tuktaš, poeta, scrittore e giornalista russo († 1957)
- 1909 - Jørgen Brinch Hansen, ingegnere danese († 1969)
- 1909 - Chester Himes, scrittore statunitense († 1984)
- 1909 - Fausto Tommei, attore e doppiatore italiano († 1978)
- 1910 - Muriel Evans, attrice statunitense († 2000)
- 1911 - Jean Brichaut, calciatore belga († 1962)
- 1911 - Ján Cikker, compositore slovacco († 1989)
- 1911 - Niccolò Segota, pittore italiano († 1984)
- 1912 - Enrico Bucci, militare e marinaio italiano
- 1912 - Gabriele Criscuoli, politico e medico italiano († 1972)
- 1912 - Teresa Giovannucci, italiana († 1997)
- 1912 - Davide Lajolo, scrittore, politico e giornalista italiano († 1984)
- 1912 - Vito Latis, architetto italiano († 1996)
- 1912 - Pietro Salemi, militare italiano († 1970)
- 1913 - Jo Grimond, politico britannico († 1983)
- 1913 - Johan Kraag, politico surinamese († 1996)
- 1913 - Stephen McNally, attore statunitense († 1994)
- 1913 - Gale Page, attrice e cantante statunitense († 1983)
- 1913 - Erich Priebke, militare e criminale di guerra tedesco († 2013)
- 1914 - Marcel Bich, nobile e imprenditore italiano († 1994)
- 1914 - Irwin Corey, attore, comico e attivista statunitense († 2017)
- 1914 - Elena Fiore, attrice italiana († 1983)
- 1914 - Vladimiro Lazzarini, ciclista su strada italiano († 2000)
- 1914 - Luigi Novarese, presbitero italiano († 1984)
- 1914 - Tullio Vecchietti, politico, partigiano e giornalista italiano († 1999)
- 1915 - Hans Bütikofer, bobbista svizzero († 2011)
- 1915 - Horst Grund, fotografo tedesco († 2001)
- 1915 - Pavel Petrovič Kadočnikov, attore e regista sovietico († 1988)
- 1915 - Olavi Rove, ginnasta finlandese († 1966)
- 1915 - Mitsuyoshi Tarui, aviatore e militare giapponese († 1944)
- 1915 - Vittorino Zanibon, militare italiano († 1941)
- 1916 - Rodolfo Agostini, calciatore e allenatore di calcio italiano († 1975)
- 1916 - Budd Boetticher, regista statunitense († 2001)
- 1916 - Charlie Christian, chitarrista statunitense († 1942)
- 1916 - Tex Mueller, cestista statunitense († 2012)
- 1916 - Alice Sapritch, attrice francese († 1990)
- 1916 - Michele Stea, francescano e storico italiano († 1998)
- 1916 - Lelio Stragiotti, ingegnere italiano († 1999)
- 1917 - Harry Boot, fisico inglese († 1983)
- 1917 - Thomas Brown, politico statunitense († 2002)
- 1917 - Francesco Deriu, politico italiano († 2004)
- 1917 - Norman Kernaghan, calciatore e allenatore di calcio nordirlandese († 1997)
- 1917 - Rochus Misch, militare e imprenditore tedesco († 2013)
- 1917 - Armando Silli, scacchista italiano († 1987)
- 1918 - Vladimir Dmitrievič Dudincev, scrittore russo († 1998)
- 1918 - Mary Lee Settle, scrittrice statunitense († 2005)
- 1918 - Tommy Malone, cestista irlandese († 1968)
- 1918 - Edwin O'Connor, scrittore e giornalista statunitense († 1968)
- 1919 - Luis Miquilena, politico venezuelano († 2016)
- 1919 - André Ravéreau, architetto francese († 2017)
- 1920 - Rodolfo Acosta, attore messicano († 1974)
- 1920 - Artidoro Berti, maratoneta italiano († 2005)
- 1920 - Alvin Gouldner, sociologo statunitense († 1980)
- 1921 - Dante Cruicchi, giornalista e politico italiano († 2011)
- 1921 - Richard Egan, attore statunitense († 1987)
- 1921 - Aurelio Ferrando, politico e partigiano italiano († 1985)
- 1921 - Chris Marker, regista, sceneggiatore e montatore francese († 2012)
- 1921 - Maria Occhipinti, attivista e scrittrice italiana († 1996)
- 1921 - Bettina Shaw Lawrence, pittrice britannica († 2018)
- 1921 - Margaret Singer, psicologa e scrittrice statunitense († 2003)
- 1922 - Sven Tito Achen, scrittore danese († 1986)
- 1922 - Erich Hartmann, fotografo tedesco († 1999)
- 1922 - Sonny Hertzberg, cestista statunitense († 2005)
- 1922 - Frank Marth, attore statunitense († 2014)
- 1922 - Giulio Pantoli, partigiano italiano († 2018)
- 1922 - Diana Sabbi, partigiana italiana († 2005)
- 1923 - Marcello Cini, fisico e ambientalista italiano († 2012)
- 1923 - Jole Giugni Lattari, politica italiana († 2007)
- 1923 - Piero Lacaita, editore italiano († 2009)
- 1923 - Jim Marshall, imprenditore britannico († 2012)
- 1923 - Gordon Mitchell, attore statunitense († 2003)
- 1923 - Edward Peeters, ciclista su strada belga († 2002)
- 1924 - Lloyd Bochner, attore canadese († 2005)
- 1924 - Varo Bravetti, calciatore e allenatore di calcio italiano
- 1924 - Goti Herskovits Bauer, superstite dell'Olocausto e scrittrice italiana
- 1924 - Robert Horton, attore statunitense († 2016)
- 1924 - Elizabeth Short, statunitense († 1947)
- 1925 - Bèto Adriana, pesista, sollevatore e tiratore a segno olandese († 1997)
- 1925 - Celeste Di Porto, italiana († 1981)
- 1925 - Arnie Ferrin, cestista e dirigente sportivo statunitense († 2022)
- 1925 - Harold Kuhn, matematico statunitense († 2014)
- 1925 - Ted Lindsay, hockeista su ghiaccio canadese († 2019)
- 1925 - Franco Pinna, fotografo italiano († 1978)
- 1925 - Matthew Ridley, IV visconte Ridley, nobile inglese († 2012)
- 1925 - Mikīs Theodōrakīs, compositore e politico greco († 2021)
- 1926 - Sergio Dardini, politico italiano († 1994)
- 1926 - Zíbia Gasparetto, scrittrice e sensitiva brasiliana († 2018)
- 1926 - Battista Mondin, filosofo e teologo italiano († 2015)
- 1926 - Nissim Karelitz, rabbino israeliano († 2019)
- 1926 - Franco Sensi, imprenditore, dirigente sportivo e politico italiano († 2008)
- 1926 - Manuel Vasques, calciatore portoghese († 2003)
- 1927 - Harry Mulisch, scrittore, poeta e drammaturgo olandese († 2010)
- 1927 - Emilio Niero, pittore italiano († 1973)
- 1928 - Ronald Philippe Bär, vescovo cattolico olandese († 2025)
- 1928 - Gianni Gianese, scultore italiano († 2017)
- 1928 - Dmitrij Ivanov, sollevatore sovietico († 1993)
- 1928 - Alberto Oliart, politico, avvocato e funzionario spagnolo († 2021)
- 1929 - Julinho, calciatore brasiliano († 2003)
- 1929 - Manasses Kuria, arcivescovo anglicano keniota († 2005)
- 1929 - Maria Antonia Modolo, medico e politica italiana († 2020)
- 1929 - Mikel Scicluna, wrestler maltese († 2010)
- 1929 - Wallace B. Smith, predicatore e religioso statunitense († 2023)
- 1929 - Alfred Teinitzer, calciatore austriaco († 2021)
- 1929 - Julio Venini, calciatore argentino († 2005)
- 1930 - Gianfranco Gatti, calciatore italiano († 2017)
- 1930 - Enrique V. Iglesias, economista e politico spagnolo
- 1930 - Modesto Gaetano Merzario, politico italiano († 1996)
- 1930 - Jim Stewart, produttore discografico statunitense († 2022)
- 1930 - Paul Taylor, ballerino, coreografo e direttore artistico statunitense († 2018)
- 1931 - Umberto Coldagelli, storico italiano († 2022)
- 1932 - Mike Hodges, sceneggiatore, regista e drammaturgo britannico († 2022)
- 1932 - Nancy Landon Kassebaum, politica statunitense
- 1932 - Jan Notermans, calciatore e allenatore di calcio olandese († 2017)
- 1932 - Luigi Snozzi, architetto svizzero († 2020)
- 1932 - Katarina Taikon, scrittrice, attivista e attrice svedese († 1995)
- 1933 - Lou Albano, statunitense († 2009)
- 1933 - Valeriano Dalzini, pittore e restauratore italiano († 2019)
- 1933 - Colin Davis, pilota automobilistico britannico († 2012)
- 1933 - Robert Fuller, attore statunitense
- 1933 - Lucia Marcucci, artista e scrittrice italiana
- 1933 - Anne Rogers, attrice, cantante e ballerina inglese
- 1933 - José Varela, regista, attore e scrittore francese († 2019)
- 1934 - Dick Boushka, cestista statunitense († 2019)
- 1934 - Girolamo Cotroneo, filosofo italiano († 2018)
- 1934 - Joe Damiano, cantante statunitense († 2022)
- 1934 - Sergio Fiorentini, attore, doppiatore e direttore del doppiaggio italiano († 2014)
- 1934 - Stanton T. Friedman, fisico e saggista statunitense († 2019)
- 1934 - Gene Grazia, hockeista su ghiaccio statunitense († 2014)
- 1934 - Nando Orfei, circense e attore italiano († 2014)
- 1934 - Nardino Previdi, dirigente sportivo italiano († 2009)
- 1934 - Bruno Scipioni, attore italiano († 2019)
- 1934 - Eric Smith, allenatore di calcio e calciatore scozzese († 1991)
- 1934 - Albert Speer, architetto tedesco († 2017)
- 1935 - Barney Cable, ex cestista statunitense
- 1935 - Joan Gerber, doppiatrice statunitense († 2011)
- 1935 - Friday Hassler, pilota automobilistico statunitense († 1972)
- 1935 - Jacques Levy, compositore, regista teatrale e psicologo statunitense († 2004)
- 1935 - Alejandro Planchart, musicologo, direttore d'orchestra e compositore venezuelano († 2019)
- 1935 - Peter Schreier, tenore e direttore d'orchestra tedesco († 2019)
- 1935 - Giuseppe Vitale, politico italiano
- 1936 - Elizabeth Dole, politica statunitense
- 1936 - Hinky Harris, hockeista su ghiaccio e allenatore di hockey su ghiaccio canadese († 2001)
- 1936 - Orlando, produttore discografico, editore e cantante italiano
- 1936 - Paolo Toselli, ex arbitro di calcio italiano
- 1936 - Īlias Yfantīs, ex calciatore greco
- 1937 - Vladimir Barkaja, calciatore sovietico († 2022)
- 1937 - Ryūtarō Hashimoto, politico giapponese († 2006)
- 1937 - Margaret Hellyer, ex tennista australiana
- 1937 - Jon Istad, biatleta norvegese († 2012)
- 1937 - Daniel McFadden, economista statunitense
- 1937 - Nicola Savino, politico italiano († 2025)
- 1937 - Charles Schwab, imprenditore statunitense
- 1938 - Enzo G. Castellari, regista, sceneggiatore e montatore italiano
- 1938 - Peter Jennings, giornalista canadese († 2005)
- 1938 - Fritz Ligges, cavaliere tedesco († 1996)
- 1938 - Vicente Rondón, pugile venezuelano († 1992)
- 1938 - Milla Sannoner, attrice italiana († 2003)
- 1938 - Ursel Scheffler, scrittrice tedesca
- 1938 - Klaus Töpfer, politico tedesco († 2024)
- 1938 - Pedro Zaballa, calciatore spagnolo († 1997)
- 1939 - Amarildo Tavares da Silveira, ex calciatore e allenatore di calcio brasiliano
- 1939 - Leopoldo Gaspari, bobbista italiano († 1967)
- 1939 - Gianfranco Maretti Tregiardini, poeta italiano († 2017)
- 1939 - Allan McGraw, calciatore e allenatore di calcio scozzese († 2023)
- 1939 - Hildegarde Neil, attrice sudafricana († 2023)
- 1939 - Terele Pávez, attrice spagnola († 2017)
- 1939 - Gian Piero Reverberi, compositore, arrangiatore e direttore d'orchestra italiano
- 1940 - Richard Blick, ex nuotatore statunitense
- 1940 - Claudio Fabi, tastierista, compositore e produttore discografico italiano
- 1940 - Bernard Lafayette, attivista statunitense
- 1940 - Vincenzo Mattina, sindacalista e politico italiano
- 1940 - Angelo Ruggiero, mafioso statunitense († 1989)
- 1940 - Gerrit Wormgoor, ex pallanuotista olandese
- 1941 - Didier Baussy-Oulianoff, regista francese († 2007)
- 1941 - Salvatore Cintola, politico italiano († 2010)
- 1941 - Gianfranco Clerici, sceneggiatore e produttore cinematografico italiano
- 1941 - Randall Collins, sociologo statunitense
- 1941 - Jennifer Dunn, politica statunitense († 2007)
- 1941 - Gabriella Giorgelli, attrice italiana
- 1941 - Masoud Kimiai, regista, sceneggiatore e produttore cinematografico iraniano
- 1941 - David Warner, attore britannico († 2022)
- 1942 - Elena Brambilla, storica e archivista italiana († 2018)
- 1942 - Augusto Cerino Canova, giurista italiano († 1987)
- 1942 - Tano D'Amico, fotografo italiano
- 1942 - Romano Fanali, pugile italiano († 2022)
- 1942 - Hyun Cheol, cantante sudcoreano († 2024)
- 1942 - Tony Sirico, attore e criminale statunitense († 2022)
- 1942 - Bernd Weikl, baritono austriaco
- 1943 - Massimo Carboni, giornalista e conduttore radiofonico italiano
- 1943 - Peter Del Monte, regista e sceneggiatore italiano († 2021)
- 1943 - Charles Hallahan, attore statunitense († 1997)
- 1943 - Michael Holm, cantante, compositore e paroliere tedesco
- 1943 - Riccardo Innocenti, ex calciatore italiano
- 1943 - Al Jackson, ex cestista statunitense
- 1943 - Ingrid Krämer, ex tuffatrice tedesca orientale
- 1943 - Martha Rosler, artista, fotografa e critica d'arte statunitense
- 1943 - David Taylor, giocatore di snooker inglese
- 1943 - Antoni Torres, calciatore spagnolo († 2003)
- 1944 - Jukka Ammondt, insegnante e cantante finlandese
- 1944 - Pierangelo Belli, ex calciatore italiano
- 1944 - Jim Bridwell, alpinista e arrampicatore statunitense († 2018)
- 1944 - Antonio Cadei, storico dell'arte italiano († 2009)
- 1944 - Umberto Depetrini, ex calciatore italiano
- 1944 - Eusebio Ignacio Hernández Sola, vescovo cattolico spagnolo
- 1944 - Marcus Malone, percussionista statunitense († 2021)
- 1944 - Reinhold Sulzbacher, ex slittinista austriaco
- 1945 - Larry Bunce, ex cestista statunitense
- 1945 - Sharon Creech, scrittrice statunitense
- 1945 - Gregory Buckingham, nuotatore statunitense († 1990)
- 1945 - Mike Garson, pianista statunitense
- 1945 - Mircea Lucescu, allenatore di calcio e ex calciatore rumeno
- 1945 - Anna Marchetti, cantante italiana († 2015)
- 1945 - Gene Moore, ex cestista statunitense
- 1946 - Stig Blomqvist, ex pilota di rally svedese
- 1946 - Bill Forsyth, regista e sceneggiatore scozzese
- 1946 - Alessandro Gogna, alpinista italiano
- 1946 - Jean-Paul Huchon, funzionario e politico francese
- 1946 - Robert LuPone, attore statunitense († 2022)
- 1946 - Roberto Quadalti, ex calciatore italiano
- 1946 - Aleksei Tammiste, ex cestista sovietico
- 1946 - Mária Tressel, ex ginnasta ungherese
- 1947 - Baru, fumettista francese
- 1947 - Enrique Chazarreta, calciatore argentino († 2021)
- 1947 - Stan Kroenke, imprenditore e dirigente sportivo statunitense
- 1947 - Lino Patruno, giornalista e scrittore italiano
- 1947 - Aldo Righi, allenatore di atletica leggera e ex astista italiano
- 1947 - Orazio Scanzio, politico italiano († 2020)
- 1947 - Dennis Cleveland Stewart, attore e ballerino statunitense († 1994)
- 1947 - Piero Tamponi, politico italiano
- 1947 - Gerson Tristão, allenatore di calcio a 5 brasiliano († 2016)
- 1947 - Mladen Vasilev, ex calciatore bulgaro
- 1948 - Eduardo Commisso, ex calciatore argentino
- 1948 - Meir Shalev, scrittore, conduttore televisivo e umorista israeliano († 2023)
- 1948 - Neal Walk, cestista statunitense († 2015)
- 1949 - Leslie Easterbrook, attrice statunitense
- 1949 - Valeria Fedeli, politica e sindacalista italiana
- 1949 - Jamil Mahuad, politico ecuadoriano
- 1949 - Sergio Martini, alpinista italiano
- 1949 - Attilio Mastino, storico, epigrafista e saggista italiano
- 1949 - Henry Puna, politico cookese
- 1949 - Marilyn Quayle, avvocato e romanziera statunitense
- 1949 - Michael Turner, cosmologo statunitense
- 1949 - Bernardo Álvarez Afonso, vescovo cattolico spagnolo
- 1950 - Tommy Casanova, ex giocatore di football americano statunitense
- 1950 - Jenny Holzer, artista statunitense
- 1950 - Maricica Puică, ex mezzofondista rumena
- 1950 - Roberto Salvadori, ex calciatore italiano
- 1950 - Mike Starr, attore statunitense
- 1950 - Nino Strano, politico italiano († 2023)
- 1950 - Richard Tardy, allenatore di calcio francese
- 1950 - Radu Voina, ex pallamanista rumeno
- 1951 - Claude Bartolone, politico francese
- 1951 - Susan Blackmore, psicologa britannica
- 1951 - Mario Delpini, arcivescovo cattolico italiano
- 1951 - Fausto Landini, allenatore di calcio e ex calciatore italiano
- 1951 - Gavan O'Herlihy, attore irlandese († 2021)
- 1951 - Samuel J. Palmisano, dirigente d'azienda e musicista statunitense
- 1951 - Gabriella Pistone, politica italiana
- 1951 - Deborah Pryce, politica e avvocato statunitense
- 1952 - Dennis Heck, politico statunitense
- 1952 - Per Heliasz, ex calciatore norvegese
- 1952 - Wendy Hughes, attrice australiana († 2014)
- 1952 - Joe Johnson, giocatore di snooker inglese
- 1952 - Federico Roman, cavaliere italiano
- 1952 - Patrick Soon-Shiong, medico e imprenditore sudafricano
- 1952 - An Tran, giocatore di poker vietnamita
- 1952 - Scott Wedman, ex cestista e allenatore di pallacanestro statunitense
- 1952 - Bruno Zanoni, ciclista su strada e pistard italiano († 2023)
- 1953 - Dominique Bona, scrittrice francese
- 1953 - Ken Burns, regista statunitense
- 1953 - Tim Gunn, stilista e personaggio televisivo statunitense
- 1953 - Geddy Lee, polistrumentista e cantante canadese
- 1953 - Rodante Marcoleta, politico filippino
- 1953 - Frank McGuinness, drammaturgo e poeta irlandese
- 1953 - Teresa Orlowski, produttrice cinematografica e ex attrice pornografica polacca
- 1953 - Patrizio Peci, ex brigatista e collaboratore di giustizia italiano
- 1953 - Patti Scialfa, cantante statunitense
- 1953 - Pёtr Zaev, pugile sovietico († 2014)
- 1954 - Marja-Sisko Aalto, pastora protestante finlandese
- 1954 - Jeannetta Arnette, attrice statunitense
- 1954 - Ryszard Podlas, ex velocista polacco
- 1954 - Antonella Rebuzzi, politica italiana († 2018)
- 1954 - Carmen Rosoleni, ex sciatrice alpina italiana
- 1954 - Kazuo Shii, politico giapponese
- 1955 - Jean-Hugues Anglade, attore, regista e sceneggiatore francese
- 1955 - Mohammad Barakeh, politico palestinese
- 1955 - Jean-Luc Ettori, ex calciatore e allenatore di calcio francese
- 1955 - Michael Frendo, politico e avvocato maltese
- 1955 - Renzo Marangon, politico italiano
- 1955 - Guillermo Navarro, regista e direttore della fotografia messicano
- 1955 - Tommy Prim, ex ciclista su strada svedese
- 1955 - Andrea Sardos Albertini, pallavolista italiano
- 1955 - Nenad Starovlah, allenatore di calcio e ex calciatore jugoslavo
- 1955 - Dave Stevens, fumettista e illustratore statunitense († 2008)
- 1956 - Viv Anderson, allenatore di calcio e ex calciatore inglese
- 1956 - Evelyne Dirren, ex sciatrice alpina svizzera
- 1956 - Terry Duerod, cestista statunitense († 2020)
- 1956 - Ronnie Musgrove, politico statunitense
- 1956 - Josef Novák, ex calciatore cecoslovacco
- 1956 - Jorge Alberto Ossa Soto, arcivescovo cattolico colombiano
- 1956 - Faustino Rupérez, ex ciclista su strada spagnolo
- 1956 - Henry Zakka, attore e conduttore televisivo venezuelano
- 1957 - Diana DeGette, politica e avvocato statunitense
- 1957 - Pietro Fois, politico italiano
- 1957 - Viktor Gavrikov, scacchista svizzero († 2016)
- 1957 - Juan José Jiménez Collar, ex calciatore spagnolo
- 1957 - Nelli Kim, ex ginnasta sovietica
- 1957 - Fumio Kishida, politico giapponese
- 1957 - László Kuncz, pallanuotista ungherese († 2020)
- 1957 - Alessandra Marc, soprano statunitense
- 1957 - Ginni Rometty, imprenditrice statunitense
- 1957 - Ulrich Tukur, attore e musicista tedesco
- 1957 - Otto Ulseth, giornalista e allenatore di calcio norvegese
- 1958 - Moreno Conficconi, musicista e compositore italiano
- 1958 - Gail Dines, attivista e saggista britannica
- 1958 - Dusty Dvorak, ex pallavolista e ex giocatore di beach volley statunitense
- 1958 - Imre Garaba, ex calciatore ungherese
- 1958 - Marcus Gilbert, attore e produttore cinematografico britannico
- 1958 - Mario Giro, politico e diplomatico italiano
- 1958 - Marta Maffucci, scenografa italiana
- 1958 - Piero Marrazzo, giornalista e conduttore televisivo italiano
- 1958 - Alvin Martin, ex calciatore inglese
- 1958 - José Montanaro, ex pallavolista brasiliano
- 1958 - Bernard Rajzman, ex pallavolista e ex giocatore di beach volley brasiliano
- 1958 - Nicola Spieß, ex sciatrice alpina austriaca
- 1959 - Marco Billia, allenatore di calcio e ex calciatore italiano
- 1959 - Gilda Buttà, pianista italiana
- 1959 - Enzo Maria Caporaso, ex pugile e ultramaratoneta italiano
- 1959 - Sanjay Dutt, attore indiano
- 1959 - Werner Landgraf, astronomo tedesco
- 1959 - Phillip Lockett, ex cestista statunitense
- 1959 - Mike McGee, ex cestista e allenatore di pallacanestro statunitense
- 1959 - John Sykes, chitarrista britannico († 2024)
- 1959 - Ezzatollah Zarghami, politico e militare iraniano
- 1960 - Niv Bogin, ex cestista israeliano
- 1960 - Tony Brown, ex cestista e allenatore di pallacanestro statunitense
- 1960 - Douglas Harper, lessicografo e giornalista statunitense
- 1960 - Johannes Holzhausen, regista e drammaturgo tedesco
- 1960 - Mikiya Kanzaki, ex calciatore e ex giocatore di calcio a 5 giapponese
- 1960 - Sergej Kopylov, ex pistard russo
- 1960 - Laura Molteni, politica italiana
- 1960 - Laura Venittelli, politica italiana
- 1960 - Franz Wilhelmer, ex slittinista austriaco
- 1960 - Peter Wirz, ex mezzofondista svizzero
- 1961 - Aldo Ferrari, storico e politologo italiano
- 1961 - Luc Nijholt, allenatore di calcio e ex calciatore olandese
- 1961 - Roberto Piatti, imprenditore e ingegnere italiano
- 1961 - Massimo Podenzana, dirigente sportivo e ex ciclista su strada italiano
- 1961 - Oscar Ramírez Amaral, ex calciatore boliviano
- 1962 - Kevin Chapman, attore statunitense
- 1962 - Carl Cox, disc jockey e produttore discografico britannico
- 1962 - DJ Krush, disc jockey e produttore discografico giapponese
- 1962 - Bojan Krkić, ex calciatore jugoslavo
- 1962 - Guillermo Martínez, scrittore e matematico argentino
- 1962 - Martin McCarrick, musicista britannico
- 1962 - Isabel Cristina Mrad Campos, personalità religiosa brasiliana († 1982)
- 1962 - Frank Neubarth, allenatore di calcio e ex calciatore tedesco
- 1962 - Lisa Ono, cantante e chitarrista brasiliana
- 1962 - Sonny Onoo, giapponese
- 1962 - Steve Pelluer, ex giocatore di football americano statunitense
- 1962 - Kevin Spirtas, attore statunitense
- 1962 - Scott Steiner, wrestler statunitense
- 1962 - Tidjane Thiam, banchiere ivoriano
- 1962 - Oceano da Cruz, allenatore di calcio e ex calciatore capoverdiano
- 1962 - Miroslav Škoro, politico e cantante croato
- 1963 - Damon Allen, ex giocatore di football americano statunitense
- 1963 - Antonio Alveario, attore italiano
- 1963 - Jim Beglin, ex calciatore irlandese
- 1963 - Ol'ga Borodina, mezzosoprano russo
- 1963 - Avichai Mandelblit, magistrato e ex militare israeliano
- 1963 - Daniel Mojon, medico svizzero
- 1963 - Gabriele Neumann, ex cestista tedesca
- 1963 - Chanoch Nissany, pilota automobilistico israeliano
- 1963 - Alexandra Paul, attrice, attivista e ex modella statunitense
- 1963 - Caroline Paul, giornalista, scrittrice e vigile del fuoco statunitense
- 1963 - David Phillips, allenatore di calcio e ex calciatore gallese
- 1963 - Graham Poll, ex arbitro di calcio inglese
- 1963 - Marcelo Richotti, allenatore di pallacanestro e ex cestista argentino
- 1963 - Emanuela Rossini, politica italiana
- 1964 - Antonio García, ex schermidore spagnolo
- 1964 - Jo Mun-ju, ex cestista sudcoreana
- 1964 - Mario Marzi, sassofonista italiano
- 1964 - Ronnie Murphy, ex cestista statunitense
- 1964 - Steven Novella, neurologo e blogger statunitense
- 1964 - Marise Payne, politica australiana
- 1964 - Lisa Peluso, attrice statunitense
- 1964 - Riccardo Realfonzo, economista italiano
- 1964 - Hiroshi Yamaguchi, sceneggiatore e scrittore giapponese
- 1965 - Leonel Álvarez, allenatore di calcio e ex calciatore colombiano
- 1965 - Firas Gandah, architetto e docente giordano
- 1965 - Dean Haglund, attore canadese
- 1965 - Henry James, ex cestista statunitense
- 1965 - Chang-rae Lee, scrittore sudcoreano
- 1965 - Arsen Anton Ostojić, regista e sceneggiatore croato
- 1965 - Ian Roberts, attore, comico e sceneggiatore statunitense
- 1965 - Andrea Zorzi, ex pallavolista italiano
- 1966 - Troels Bech, allenatore di calcio, dirigente sportivo e ex calciatore danese
- 1966 - Debbie Black, ex cestista e allenatrice di pallacanestro statunitense
- 1966 - Rebecca Gomperts, medico olandese
- 1966 - Natxo González, allenatore di calcio spagnolo
- 1966 - Arturo Guidoni, militare italiano
- 1966 - Sally Gunnell, ex ostacolista e velocista britannica
- 1966 - Ingrid Haralamow, ex canottiera svizzera
- 1966 - Richard Steven Horvitz, attore e doppiatore statunitense
- 1966 - Jeff Kollman, chitarrista statunitense
- 1966 - Martina McBride, cantautrice statunitense
- 1966 - Suzie McConnell, ex cestista e allenatrice di pallacanestro statunitense
- 1966 - Edward Motale, ex calciatore sudafricano
- 1966 - Juan Antonio Orenga, ex cestista e allenatore di pallacanestro spagnolo
- 1966 - Erik Sandin, batterista statunitense
- 1966 - José-Apeles Santolaria de Puey y Cruells, presbitero, conduttore televisivo e giornalista spagnolo
- 1967 - Nunzia Catalfo, politica italiana
- 1967 - Jeff Denham, politico statunitense
- 1967 - Yuichiro Hata, politico giapponese († 2020)
- 1967 - Diego Scaglia, ex rugbista a 15 e allenatore di rugby a 15 italiano
- 1968 - Kristen Babb-Sprague, sincronetta statunitense
- 1968 - Cisco, cantautore italiano
- 1968 - Alan Cox, informatico e hacker britannico
- 1968 - Scott Handy, attore britannico
- 1968 - Nathalie Housset, ex tennista francese
- 1968 - Paavo Lötjönen, violoncellista finlandese
- 1968 - Piero Sidoti, cantautore e attore teatrale italiano
- 1968 - Flórián Urbán, ex calciatore ungherese
- 1968 - Andrea Zalone, autore televisivo, doppiatore e attore italiano
- 1969 - Armand Koné, arcivescovo cattolico ivoriano
- 1969 - Måns Mårlind, regista e sceneggiatore svedese
- 1969 - Timothy Omundson, attore statunitense
- 1970 - Salvatore Caiata, politico e imprenditore italiano
- 1970 - Graziano Cavazzon, ex cestista italiano
- 1970 - Paolo Dal Soglio, allenatore di atletica leggera e ex pesista italiano
- 1970 - Franco Giaffreda, chitarrista, cantante e compositore italiano
- 1971 - Roberto Bonazzi, allenatore di calcio e ex calciatore italiano
- 1971 - Monica Calhoun, attrice statunitense
- 1971 - Emma Carney, triatleta australiana
- 1971 - Massimiliano Cattapani, cantautore e paroliere italiano
- 1971 - Gabriele Corsi, showman, conduttore televisivo e conduttore radiofonico italiano
- 1971 - Bryan Dattilo, attore statunitense
- 1971 - Lisa Ekdahl, cantautrice e musicista svedese
- 1971 - Donatello Gasparini, ex calciatore italiano
- 1971 - Christer Mattiasson, allenatore di calcio e ex calciatore svedese
- 1971 - Graham McGrath, attore inglese
- 1971 - Sherron Mills, cestista statunitense († 2016)
- 1971 - Andrea Philipp, ex velocista tedesca
- 1971 - Roberto Poletti, giornalista, politico e conduttore televisivo italiano
- 1971 - Viktorija Titova, ex schermitrice sovietica
- 1972 - Ato Essandoh, attore statunitense
- 1972 - Simon Jones, bassista britannico
- 1972 - Park Hae-jung, ex tennistavolista sudcoreana
- 1972 - Maria Puglisi, ex cestista italiana
- 1972 - Rolf Rottmann, ex giocatore di calcio a 5 guatemalteco
- 1972 - Franco Smith, dirigente sportivo, allenatore di rugby a 15 e ex rugbista a 15 sudafricano
- 1972 - Giuseppe Luigi Spiga, vescovo cattolico e missionario italiano
- 1972 - Iosif Tâlvan, ex calciatore rumeno
- 1972 - Joe Vaz, attore, sceneggiatore e regista sudafricano
- 1972 - Wil Wheaton, scrittore, doppiatore e attore statunitense
- 1973 - Stephen Dorff, attore statunitense
- 1973 - Gang Gwang-bae, slittinista, bobbista e skeletonista sudcoreano
- 1973 - Marijan Hristov, allenatore di calcio e ex calciatore bulgaro
- 1973 - Lígia Maria Moraes, cestista brasiliana († 2015)
- 1973 - Víctor Martínez, culturista dominicano
- 1973 - Eddy Mazzoleni, ex ciclista su strada italiano
- 1973 - Wanya Morris, cantante statunitense
- 1973 - Dileep Rao, attore statunitense
- 1973 - Denis Urubko, alpinista russo
- 1973 - AJ Venter, ex rugbista a 15 e imprenditore sudafricano
- 1974 - Víctor Coello, ex calciatore honduregno
- 1974 - Massimo Giunti, ex ciclista su strada italiano
- 1974 - Mikaela Ingberg, ex giavellottista finlandese
- 1974 - Masayuki Ishikawa, fumettista giapponese
- 1974 - Akram Khan, ballerino e coreografo britannico
- 1974 - Annalisa Mandolini, conduttrice televisiva italiana
- 1974 - Dave Menne, artista marziale misto statunitense
- 1974 - Michele Pietranera, allenatore di calcio e ex calciatore italiano
- 1974 - Josh Radnor, attore, regista e sceneggiatore statunitense
- 1974 - Alejandro Sigüenza, attore spagnolo
- 1974 - Gail Simone, fumettista statunitense
- 1974 - Jermaine Turner, ex cestista e allenatore di pallacanestro statunitense
- 1974 - Elenī Vasileiou, ex cestista greca
- 1975 - Yoshihiro Akiyama, artista marziale misto sudcoreano
- 1975 - Alessandro Aronadio, regista e sceneggiatore italiano
- 1975 - Marco Audisio, ex canottiere italiano
- 1975 - Corrado Grabbi, allenatore di calcio e ex calciatore italiano
- 1975 - Paolo Imperatori, allenatore di hockey su ghiaccio e ex hockeista su ghiaccio svizzero
- 1975 - Lee Chang-ho, goista sudcoreano
- 1975 - Hugo López, allenatore di pallacanestro spagnolo
- 1975 - Denis Marconato, ex cestista italiano
- 1975 - Elena Murelli, politica italiana
- 1976 - Lukáš Jarolím, ex calciatore ceco
- 1976 - Hasan Kacić, allenatore di calcio e ex calciatore croato
- 1976 - Federico Mena, informatico messicano
- 1976 - Ansu Sesay, ex cestista statunitense
- 1976 - Fernando de Ornelas, allenatore di calcio e ex calciatore venezuelano
- 1977 - Giorgio Berrugi, clarinettista italiano
- 1977 - Danger Mouse, musicista, cantautore e produttore discografico statunitense
- 1977 - Poul Ennigarð, ex calciatore faroese
- 1977 - Thierry Etouayo, ex calciatore congolese (Repubblica del Congo)
- 1977 - Kimani Ffriend, ex cestista giamaicano
- 1977 - Darkchild, produttore discografico statunitense
- 1977 - Katsushi Kurihara, ex calciatore giapponese
- 1977 - Predrag Ocokoljić, ex calciatore serbo
- 1977 - Flavio Pace, arcivescovo cattolico italiano
- 1978 - Roberto Calmon Félix, allenatore di calcio e ex calciatore brasiliano
- 1978 - Mario Chirinos, ex calciatore honduregno
- 1978 - Paul King, regista e sceneggiatore britannico
- 1978 - Julien Laharrague, rugbista a 15 francese
- 1978 - Philippe Lebresne, allenatore di calcio e calciatore francese
- 1978 - Steve Longue, ex calciatore francese
- 1978 - Timothy Morehouse, schermidore statunitense
- 1978 - Nick Oshiro, batterista statunitense
- 1978 - Keeth Smart, schermidore statunitense
- 1978 - Renée Watson, scrittrice statunitense
- 1979 - Henrik Åhnstrand, allenatore di calcio e ex calciatore svedese
- 1979 - Danny Butterfield, allenatore di calcio, dirigente sportivo e ex calciatore inglese
- 1979 - Hard Kaur, rapper e cantante indiana
- 1979 - Karim Essediri, allenatore di calcio e calciatore tunisino
- 1979 - Francesca Cenci, psicologa, psicoterapeuta e scrittrice italiana
- 1979 - Lim, rapper e produttore discografico francese
- 1979 - Svetlana Aleksandrovna Lun'kina, danzatrice russa
- 1979 - Ronald Murray, ex cestista statunitense
- 1979 - Casten Nemra, politico marshallese
- 1980 - Sebastián Domínguez, allenatore di calcio e ex calciatore argentino
- 1980 - Valentina D'Orso, politica italiana
- 1980 - Fernando González, allenatore di tennis e ex tennista cileno
- 1980 - Umberto Marotta, ex hockeista in carrozzina italiano
- 1980 - Rachel Miner, attrice statunitense
- 1981 - Simidele Adeagbo, skeletonista, bobbista e ex lunghista nigeriana
- 1981 - Fernando Alonso, pilota automobilistico spagnolo
- 1981 - Devis Boschiero, pugile italiano
- 1981 - Kimberly Brooks, doppiatrice statunitense
- 1981 - Adam Byrnes, ex rugbista a 15 australiano
- 1981 - Anna Glazkova, ex ginnasta bielorussa
- 1981 - Aleš Kranjc, hockeista su ghiaccio sloveno
- 1981 - Michal Křemen, ex cestista ceco
- 1981 - Andrés Madrid, allenatore di calcio e ex calciatore argentino
- 1981 - Troy Perkins, ex calciatore statunitense
- 1981 - Armando Reyes, ex calciatore nicaraguense
- 1981 - Davide Sinigaglia, calciatore italiano
- 1982 - Janez Aljančič, ex calciatore sloveno
- 1982 - Pero Antić, ex cestista e dirigente sportivo macedone
- 1982 - Dominic Burgess, attore e sceneggiatore inglese
- 1982 - Taimy Fernández, ex cestista cubana
- 1982 - Chico García, attore spagnolo
- 1982 - Tuomas Iisalo, ex cestista e allenatore di pallacanestro finlandese
- 1982 - Jônatas, ex calciatore brasiliano
- 1982 - Allison Mack, attrice statunitense
- 1982 - Ken Oman, ex calciatore irlandese
- 1982 - Abdul Azim Bolkiah, principe, produttore cinematografico e attivista bruneiano († 2020)
- 1982 - Andy Reid, allenatore di calcio e ex calciatore irlandese
- 1982 - Cícero Vítor dos Santos Júnior, ex calciatore brasiliano
- 1982 - T.J. Sorrentine, ex cestista e allenatore di pallacanestro statunitense
- 1982 - Laura Zanazza, nuotatrice artistica italiana
- 1983 - Allan Alemán, ex calciatore costaricano
- 1983 - Elena Burika, attrice e ex modella russa
- 1983 - Slađana Erić, pallavolista serba
- 1983 - Devin Graham, regista statunitense
- 1983 - Kim Chi-gon, allenatore di calcio e ex calciatore sudcoreano
- 1983 - Kim Dong-wook, attore sudcoreano
- 1983 - Ashley McBryde, cantautrice statunitense
- 1983 - Riccardo Molinari, politico italiano
- 1983 - Ilčo Naumoski, ex calciatore macedone
- 1983 - Danilo Nikolić, ex calciatore serbo
- 1983 - Ogonna Nnamani, ex pallavolista statunitense
- 1983 - Jerious Norwood, giocatore di football americano statunitense
- 1983 - Anthony Richardson, ex cestista statunitense
- 1983 - Guro Strøm Solli, ex fondista norvegese
- 1983 - Ivan Todorović, ex calciatore serbo
- 1983 - Silvia Vicenzi, calciatrice italiana
- 1983 - Dar'ja Zabinski, attrice russa
- 1984 - Hanna Bezsonova, ex ginnasta ucraina
- 1984 - Chad Billingsley, ex giocatore di baseball statunitense
- 1984 - Osman Chávez, ex calciatore honduregno
- 1984 - Chu Jinling, ex pallavolista cinese
- 1984 - Ma Jianfei, schermidore cinese
- 1984 - Oh Beom-seok, ex calciatore sudcoreano
- 1984 - Ruddy-Acard Okemba, ex cestista della Repubblica del Congo
- 1984 - Alexandru Onica, ex calciatore moldavo
- 1984 - Wilson Palacios, ex calciatore honduregno
- 1984 - Marina Pérez, modella spagnola
- 1984 - Ángel Rosa, ex cestista portoricano
- 1984 - Romain Salin, ex calciatore francese
- 1984 - Dario Sansalone, attore e doppiatore italiano
- 1984 - Kennedy Winston, ex cestista statunitense
- 1984 - J. Madison Wright, attrice e insegnante statunitense († 2006)
- 1985 - Besart Berisha, ex calciatore kosovaro
- 1985 - Damir Bičanić, ex pallamanista e dirigente sportivo croato
- 1985 - Thomas Blumenthal, attore francese
- 1985 - Luca Centi, scrittore italiano
- 1985 - Volodymyr Fedoriv, ex calciatore ucraino
- 1985 - Zoltán Fodor, lottatore ungherese
- 1985 - Caoilinn Hughes, scrittrice irlandese
- 1985 - Shingō Hyōdō, ex calciatore giapponese
- 1985 - Joel Lipinski, ex giocatore di football americano canadese
- 1985 - Jonathan Maidana, ex calciatore argentino
- 1985 - Kyle Shiloh, ex cestista statunitense
- 1985 - Steinþór Freyr Þorsteinsson, calciatore islandese
- 1986 - Patrik Baumann, ex calciatore svizzero
- 1986 - Anton Belov, hockeista su ghiaccio russo
- 1986 - Cho Ha-ri, pattinatrice di short track sudcoreana
- 1986 - Arnar Førsund, calciatore norvegese
- 1986 - Salvatore Ganacci, disc jockey e produttore discografico bosniaco
- 1986 - Tiago Gomes, ex calciatore portoghese
- 1986 - Jamie Hamill, allenatore di calcio e ex calciatore scozzese
- 1986 - Kōsuke Kamiyama, giocatore di football americano giapponese
- 1986 - Leanid Kovel', allenatore di calcio e ex calciatore bielorusso
- 1986 - Laëtitia Le Corguillé, ciclista di BMX francese
- 1986 - Ashraf Nu'man, calciatore palestinese
- 1986 - João Gabriel Silva Ferreira, ex calciatore portoghese
- 1987 - Michael Franco, pugile statunitense
- 1987 - Ervis Kaja, calciatore albanese
- 1987 - Jena Lee, cantante francese
- 1987 - Arayik Mirzoyan, ex sollevatore armeno
- 1987 - Michele Oberti, mezzofondista italiano
- 1987 - Fegor Ogude, ex calciatore nigeriano
- 1987 - Génesis Rodríguez, attrice statunitense
- 1987 - Diogo Tavares, ex calciatore portoghese
- 1987 - Mechiel Versluis, canottiere olandese
- 1988 - Emmanuel Biron, velocista francese
- 1988 - Tarjei Bø, ex biatleta norvegese
- 1988 - Filipe Follador, giocatore di calcio a 5 brasiliano
- 1988 - Martijn van der Laan, ex calciatore olandese
- 1988 - Miguel Alfonso Herrero, calciatore spagnolo
- 1988 - Roeland Schaftenaar, cestista olandese
- 1988 - Molly Schaus, hockeista su ghiaccio statunitense
- 1988 - Jani Tanska, ex calciatore finlandese
- 1988 - Kenbrell Thompkins, giocatore di football americano statunitense
- 1988 - Levent Tuncat, taekwondoka tedesco
- 1989 - Kosovare Asllani, calciatrice svedese
- 1989 - Artis Ate, cestista lettone
- 1989 - Marlen Esparza, pugile statunitense
- 1989 - Julio Furch, calciatore argentino
- 1989 - James Hay, danzatore britannico
- 1989 - Anders Jæger, copilota di rally norvegese
- 1989 - Andrea Keszler, pattinatrice di short track ungherese
- 1989 - Atdhe Nuhiu, ex calciatore kosovaro
- 1989 - Marco Ravaioli, pilota motociclistico italiano
- 1989 - Jay Rodriguez, calciatore inglese
- 1989 - Genaro Snijders, ex calciatore olandese
- 1989 - Govert Viergever, canottiere olandese
- 1989 - Grit Šadeiko, multiplista estone
- 1990 - Filip Barović, cestista montenegrino
- 1990 - Munro Chambers, attore canadese
- 1990 - Johnathan Cyprien, giocatore di football americano statunitense
- 1990 - Alberto Guitián, calciatore spagnolo
- 1990 - Michał Janota, calciatore polacco
- 1990 - Francisca Lara, calciatrice cilena
- 1990 - Ivan Lenđer, nuotatore serbo
- 1990 - Kevin Moore, velocista australiano
- 1990 - Michele Pesenti, pallanuotista italiano
- 1990 - Matt Prokop, attore statunitense
- 1990 - Oleg Šatov, allenatore di calcio e ex calciatore russo
- 1990 - Anna Seleznëva, supermodella russa
- 1990 - Shin Sae-kyeong, attrice sudcoreana
- 1990 - Miroslav Stevanović, calciatore bosniaco
- 1990 - Taco Hemingway, rapper polacco
- 1991 - Yaya Banana, calciatore camerunese
- 1991 - Ariel Borysiuk, ex calciatore polacco
- 1991 - Eva Calvo Gómez, taekwondoka spagnola
- 1991 - Ludovica Caramis, showgirl e ex modella italiana
- 1991 - Matt Godden, calciatore inglese
- 1991 - Demetrius Harris, giocatore di football americano statunitense
- 1991 - Weslie John, calciatore trinidadiano
- 1991 - Elchin Masiyev, arbitro di calcio azero
- 1991 - Orlando Ortega, ostacolista cubano
- 1991 - Mychajlo Serhijčuk, calciatore ucraino
- 1991 - Ramona Siebenhofer, ex sciatrice alpina austriaca
- 1991 - Ari'el Stachel, attore statunitense
- 1991 - Sung Ji-hyun, giocatrice di badminton sudcoreana
- 1992 - Gil Alcalá, calciatore messicano
- 1992 - Ferdinando Apap, calciatore maltese
- 1992 - Ophélie Bau, attrice francese
- 1992 - Patrick Bezerra do Nascimento, calciatore brasiliano
- 1992 - Jack Conan, rugbista a 15 irlandese
- 1992 - Daniil Cyplakov, altista russo
- 1992 - Kian Emadi, pistard britannico
- 1992 - Nikão, calciatore brasiliano
- 1992 - Jon Guthrie, calciatore inglese
- 1992 - Souleymane Karamoko, calciatore mauritano
- 1992 - Paul-Georges Ntep, ex calciatore camerunese
- 1992 - Djibril Sidibé, calciatore francese
- 1992 - Jessy Trémoulière, rugbista a 15 francese
- 1993 - Ali Alamri, calciatore emiratino
- 1993 - Sandro Bazadze, schermidore georgiano
- 1993 - Stefania Dallagiacoma, calciatrice italiana
- 1993 - Nikos Gkolias, calciatore greco
- 1993 - Jak Jones, giocatore di snooker gallese
- 1993 - Otto Kusunan, calciatore papuano
- 1993 - Jamie Maclaren, calciatore australiano
- 1993 - Nicolas Marini, ex ciclista su strada italiano
- 1993 - Nicole Melichar-Martinez, tennista statunitense
- 1993 - Jhamir Ordain, calciatore costaricano
- 1993 - Dak Prescott, giocatore di football americano statunitense
- 1993 - Ayoze Pérez, calciatore spagnolo
- 1993 - Søren Reese, calciatore danese
- 1993 - Sehnaj Singh, calciatore indiano
- 1993 - Georgi Vangelov, lottatore bulgaro
- 1993 - Travante Williams, cestista statunitense
- 1994 - Fareez Farhan, calciatore singaporiano
- 1994 - Sanjar Fayziev, tennista uzbeko
- 1994 - Husniddin G'ofurov, calciatore uzbeko
- 1994 - Raphaela Lukudo, velocista italiana
- 1994 - Mattia Maita, calciatore italiano
- 1994 - Andrej Mironov, hockeista su ghiaccio russo
- 1994 - Erica Musso, nuotatrice italiana
- 1994 - Daniele Rugani, calciatore italiano
- 1994 - Jakub Schenk, cestista polacco
- 1994 - Simon Westlund, speedcuber svedese
- 1995 - MacArthur Arakaza, calciatore burundese
- 1995 - Guðrún Arnardóttir, calciatrice islandese
- 1995 - Marcos Barbeiro, calciatore saotomense
- 1995 - Carlos Cuesta, allenatore di calcio spagnolo
- 1995 - Jhonder Cádiz, calciatore venezuelano
- 1995 - Quinten Hermans, ciclista su strada e ciclocrossista belga
- 1995 - Justin Leon, cestista statunitense
- 1995 - Brian Pintado, marciatore ecuadoriano
- 1995 - Dorin Rotariu, calciatore rumeno
- 1995 - Juninho, calciatore brasiliano
- 1996 - Abdullahi Alfa, calciatore nigeriano
- 1996 - Chandler Cox, giocatore di football americano statunitense
- 1996 - Annette Echikunwoke, martellista statunitense
- 1996 - Giorgi Kharaishvili, calciatore georgiano
- 1996 - Julie Myhre, fondista norvegese
- 1996 - Bobby Okereke, giocatore di football americano statunitense
- 1996 - Pejiño, calciatore spagnolo
- 1996 - Marko Sedlaček, pallavolista croato
- 1996 - Jacob Storevik, calciatore norvegese
- 1996 - Sintayehu Vissa, mezzofondista italiana
- 1997 - Abilkhan Amankul, pugile kazako
- 1997 - Martijn Berden, calciatore olandese
- 1997 - Ognjen Bjeličić, calciatore serbo
- 1997 - Brendan Guhle, ex hockeista su ghiaccio canadese
- 1997 - Austin Hamilton, velocista svedese
- 1997 - Moritz Malcharek, pistard e ciclista su strada tedesco
- 1997 - Koby McEwen, cestista canadese
- 1997 - Isaiah Prince, giocatore di football americano statunitense
- 1997 - Connor Shields, calciatore scozzese
- 1997 - Carlo Sickinger, calciatore tedesco
- 1997 - Dionysīs Skoulidas, cestista greco
- 1997 - Tyrone Williams, giocatore di football americano statunitense
- 1997 - Momo Yansane, calciatore guineano
- 1997 - Buse Ünal, pallavolista turca
- 1998 - Gabriel Ajemian, cestista statunitense
- 1998 - Sofiane Alakouch, calciatore francese
- 1998 - Abou Ba, calciatore francese
- 1998 - Mirjam Björklund, tennista svedese
- 1998 - Rashaan Fernandes, calciatore olandese
- 1998 - Kazuki Fujimoto, calciatore giapponese
- 1998 - Huber Godoy, ginnasta cubano
- 1998 - Nadine Noordam, calciatrice olandese
- 1998 - AG, rapper estone
- 1998 - Tijjani Reijnders, calciatore olandese
- 1998 - Matheus Santos Soares, calciatore brasiliano
- 1999 - Oskar Andreassen, giocatore di calcio a 5 e calciatore norvegese
- 1999 - Jonathan Bilbao, calciatore venezuelano
- 1999 - Bedirhan Bülbül, pallavolista turco
- 1999 - Annet X, cantante e attrice russa
- 1999 - Max Fewtrell, pilota automobilistico britannico
- 1999 - Mads Frøkjær-Jensen, calciatore danese
- 1999 - Jannis Heuer, calciatore tedesco
- 1999 - Milan Iloski, calciatore statunitense
- 1999 - Mone Inami, golfista giapponese
- 1999 - Mauro Molina, calciatore argentino
- 1999 - Iván Morales Bravo, calciatore cileno
- 1999 - Eraldo Nikoci, cestista albanese
- 1999 - Denis Olivera, calciatore uruguaiano
- 1999 - Bruno Reis, calciatore portoghese
- 1999 - Jug Stanojev, calciatore serbo
- 1999 - Zinho Vanheusden, calciatore belga
- 2000 - Yacine Adli, calciatore francese
- 2000 - Marcus Armstrong, pilota automobilistico neozelandese
- 2000 - Adelina Budăi-Ungureanu, pallavolista romena
- 2000 - Lino Facioli, attore brasiliano
- 2000 - Enrique Freeman, cestista statunitense
- 2000 - Kaliii, rapper statunitense

## XXI secolo(21)
- 2001 - Caroline Andersson, ciclista su strada e ciclocrossista svedese
- 2001 - Thomas Battistella, calciatore italiano
- 2001 - Mariasole Di Maio, attrice italiana
- 2001 - Elena Eremina, ginnasta russa
- 2001 - Aune Heggebø, calciatore norvegese
- 2001 - Tamerlan Musaev, calciatore russo
- 2001 - Diané Sellier, pattinatore di short track francese
- 2001 - Jacques Siwe, calciatore francese
- 2002 - Matteo Melluzzo, velocista italiano
- 2002 - Chrīstos Mpelevōnis, calciatore greco
- 2002 - Noah Vandenbranden, pistard e ciclista su strada belga
- 2003 - Alejandro Alvarado, calciatore statunitense
- 2003 - Jens Castrop, calciatore tedesco
- 2003 - Wahid Faghir, calciatore danese
- 2003 - Kimiya Hosseini, attrice iraniana
- 2003 - Sofia Valoppi, pallavolista italiana
- 2003 - Renato Veiga, calciatore portoghese
- 2004 - Luca Borgonovo, canottiere italiano
- 2006 - Hindolo Mustapha, calciatore sierraleonese
- 2006 - Ángela Ruiz, arciera messicana
- 2006 - Dila Yıldız, nuotatrice artistica turca